# Нотобранхиевые
Нотобра́нхиевые (лат. Nothobranchiidae) — семейство лучепёрых рыб из отряда карпозубообразных.
Обитают в пресных (гораздо реже — солоноватоводных) водоёмах Африки к югу от Сахары.
Нотобранхиевые, особенно род Nothobranchius, известны как одни из самых ярких и разнообразно окрашенных пресноводных рыб.

## Классификация
В семейство включают 12 родов с 262 видами:
- Aphyosemion Myers, 1924 — Афиосемионы[2]
- Archiaphyosemion
- Epiplatys Gill, 1862 — Эпиплатисы[3]
- Callopanchax Myers, 1933
- Episemion Radda & Pürzl, 1987
- Fenerbahce
- Foerschichthys Scheel & Romand, 1981
- Fundulopanchax Myers, 1924
- Nimbapanchax
- Nothobranchius Peters, 1868 — Нотобранхи[4]
- Pronothobranchius — Пронотобранхи[4]
- Scriptaphyosemion Radda & Pürzl, 1987